# ماكرو ماركت

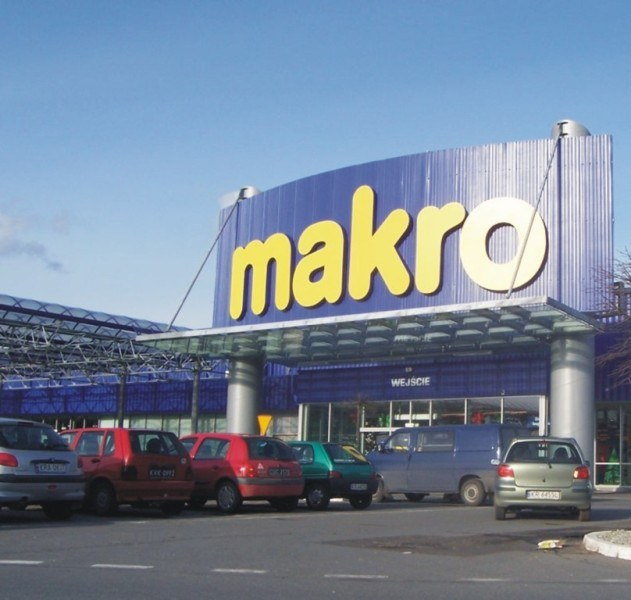
ماكرو في كراكوف ، بولندا

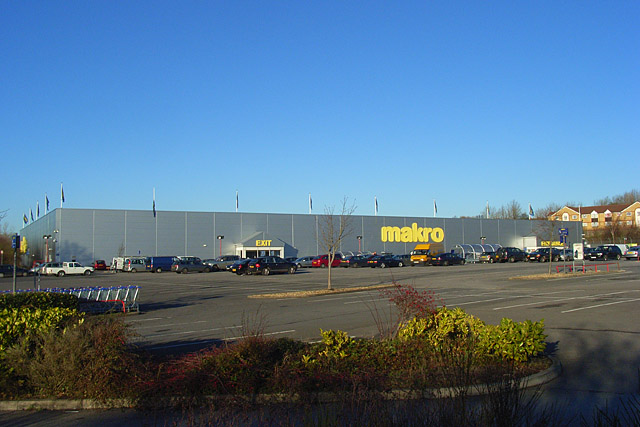
ماكرو في ريدينج ، إنجلترا

ماكرو هي علامة تجارية عالمية للمستودعات التجارية، وتُسمى أيضًا مترو كاش أند كاري (أي الشراء بالنقود والحمل للبضائع). تم تقسيم ملكية سلسلة المتاجر العالمية بين شركتين: مترو ايه جي في أوروبا و SHV القابضة في أمريكا اللاتينية. افتتح SHV أول ماكرو في أمستردام في عام 1968. في السنوات التالية، تم افتتاح المزيد من المتاجر في هولندا وعدة دول أوروبية أخرى، وفي عام 1971، جنوب إفريقيا. في سبعينيات وثمانينيات القرن الماضي، وسع ماكرو أعماله ليشمل الأمريكتين وآسيا. توسّع ماكرو أيضًا إلى الولايات المتحدة في منتصف الثمانينيات. في عام 1989، اشترى كمارت مواقع الولايات المتحدة،  وحول معظمها إلى مستودع بيس في عام 1990. كما تم بيع المتاجر الآسيوية في نهاية المطاف إلى العديد من الشركات ولم تعد تحت اسم «ماكرو». في عام 1998، باع مالك SHV القابضة متاجر ماكرو في أوروبا لشركة مترو ايه جي.
محلات ماكرو ليست مفتوحة لعامة الناس (باستثناء بلجيكا والبرازيل وكمبوديا وتايلاند. غير الأعضاء غير مؤهلين للحصول على خصومات)، ولكن فقط للشركات التي يجب أن تكون أعضاء مسجّلين من أجل الدخول إلى المتجر.  

## الملكية
نشأت اس اتش في في عام 1896 من اندماج بين عدد من شركات تعدين الفحم الكبيرة، بعضها نشط منذ القرن الثامن عشر.
في عام 1968، تم افتتاح أول متجر ماكرو في أمستردام.
في عام 1971، تم افتتاح أول متجر ماكرو خارج أوروبا في جنوب إفريقيا (تم استبدال متاجر جنوب إفريقيا في عام 1990 فيما بعد بمساهمة في ماسمارت وفي عام 2004 باعت اس اتش في القابضة أسهمها في ماسمارت).
في عام 1998، استحوذت شركة مترو ايه جي، العملاقة الألمانية لتجارة التجزئة والجملة، على جميع متاجر ماكرو الأوروبية.
في عام 2010، تم بيع ماكرو كاش أند كاري إندونيسيا إلى لوت مارت وتم تغيير علامتها التجارية باسم لوت مارت لتجارة الجملة.
في عام 2012، باعت مترو أعمال ماكرو المملكة المتحدة إلى مجموعة بوكر؛ وأصبح ماكرو حبيب في باكستان مترو حبيب.
في عام 2013، باعت اس اتش في سيام ماكرو. (تايلاند) إلى سي بي أول، وهي شركة تابعة لمجموعة سي بي.
في عام 2014، باعت مترو جروب أعمال ماكرو اليونان إلى سكلافينتس.

## مواقع المتجر
توجد متاجر أوروبية في هولندا وبلجيكا وبولندا وجمهورية التشيك واليونان والبرتغال وإسبانيا والمملكة المتحدة. انتشرت المتاجر حتى جنوب إفريقيا وتايلاند وكمبوديا وشرق آسيا وكولومبيا وبيرو والأرجنتين وفنزويلا (37 متجرا و 19 متجرا مفصلا في جميع أنحاء فنزويلا) والبرازيل (76 متجرا في جميع أنحاء البرازيل).
كانت متاجر ماكرو موجودة سابقًا في الولايات المتحدة (اشترتها كمارت في عام 1989 وتم تحويلها إلى مستودعات بيس في العام التالي)، والصين، وإندونيسيا (اشترت لوت مارت وتحولت إلى مثل هذه المتاجر)، وماليزيا (اشترتها تيسكو)، والفلبين (اشترتها شركة SM برايم القابضة وتم تحويلها إلى هايبرماركت سيام ماكرو (14 فرعًا من فروع ماكرو) أو سوق وفر أكثر (فرع واحد من ماكرو)، وفي باكستان (ماكرو-حبيب).

### فنزويلا
تدير ماكرو فيزويلا 37  نادي مستودعات في جميع أنحاء البلاد، 01 مركز توزيع ولديها أيضًا شركة تابعة تسمى ميكرو بتنسيق البيع بالتجزئة مع 19 متجراً.

### هولندا
تدير ماكرو هولندا 17 متجرا في جميع أنحاء هولندا، مع سبعة من المتاجر التي تحتوي أيضا على محطة وقود. ماكرو هولندا مملوكة لمجموعة مترو.

### تايلاند
تأسست شركة صيام ماكرو العامة المحدودة في عام 1988. في نهاية عام 2014، كان هناك 77 متجر ماكرو وخمسة محلات صيام للأطعمة المجمدة، تخدم قاعدة عملاء مسجلة تبلغ 2.6 مليون. بلغت إيرادات عام 2015 156 مليار باهت مع صافي ربح بلغ 5.4 مليار باهت. يتم تداول أسهم سيام ماكرو في بورصة تايلاند (SET).
في عام 2013، تم شراء سيام ماكرو بواسطة مجموعة تشاروين بوكفاند مقابل 6.6 مليار دولار أمريكي.

### المملكة المتحدة
تدير ماكرو المملكة المتحدة 30 فرعًا في جميع أنحاء المملكة المتحدة. منذ عام 2012، ماكرو المملكة المتحدة مملوكة من قبل بوكر جروب،  ويعمل 11 من فروع ماكرو الآن بوكر بوكر / ماكرو مجتمعة.

## حدود المنتج
تقوم ماكرو ببيع المنتجات الغذائية وغير الغذائية، والتي عادة ما تكون موجودة في أقسام مختلفة من المتجر. يحتوي كل متجر أيضًا على كافيتيريا للوجبات الساخنة وآلة صراف آلي.
يتضمن قسم الطعام دائمًا قسمًا من الأسماك الطازجة وقسمًا للنبيذ ولحومًا طازجة ومجزرة وممرات مبردة. تشمل المنطقة غير الغذائية الملابس والأدوات اليدوية ولوازم المكاتب والأدوات الكهربائية والحوسبة والموسمية مثل أثاث الحدائق.
يتم تقديم العروض الخاصة من خلال كتيب مطبوع على شبكة الإنترنت كل أسبوعين يعرف باسم ماكرو ميل.
المتاجر ليست مفتوحة لعامة الناس، ولكنها تخدم التداولات التالية:
- محلات بيع الصحف والمحلات التجارية.
- المطاعم والفنادق والمطاعم.
- المدارس والجامعات والأندية والجمعيات الرياضية.

يمكن للعملاء التسوق في ماكرو باستخدام بطاقة عضوية.
اعتاد ماكرو المملكة المتحدة أن يكون لديه علامة سطر «المخفض الأول في المملكة المتحدة». تم استبدال سطر العلامة هذا بـ «للمحترفين». قام ماكرو بعد ذلك بتغيير هذا إلى «شريك عملك يوميًا» [هكذا].
تشمل التغييرات الأخيرة في هيكل ماكرو المملكة المتحدة إغلاق ثلاثة متاجر: ولفرهامبتون، كوفنتري وسوانسي. أعلنت مترو أن الشركة يجب أن تكون مستقلة مالياً بحلول عام 2011، وفي عام 2012 تم بيع ماكرو المملكة المتحدة إلى تاجر الجملة بوكر جروب في إطار اتفاقية تبلغ قيمتها حوالي 140 مليون جنيه إسترليني.